# روبرت فرانك (لاعب كريكت)
روبرت فرانك (29 مايو 1864 - 9 سبتمبر 1950) (بالإنجليزية: Robert Frank)‏ هو لاعب كريكت بريطاني (وحمل سابقاً جنسية المملكة المتحدة لبريطانيا العظمى وأيرلندا).